# Haplusia rubra
Haplusia rubra är en tvåvingeart som först beskrevs av Ephraim Porter Felt 1908.  Haplusia rubra ingår i släktet Haplusia och familjen gallmyggor. Inga underarter finns listade i Catalogue of Life.